# Danubi
El Danubi és un riu de l'Europa central, el segon en longitud després del Volga. Neix a la Selva Negra (Alemanya), el nom s'aplica a partir de la unió del Brigach i el Breg a Donaueschingen, i recorre 2.860 km abans d'arribar a les costes romaneses i ucraïneses del mar Negre. Tanmateix, la font del Danubi és la del Breg, de manera que el seu primer afluent és el Brigach.
La conca hidrogràfica del Danubi té una superfície d'uns 801.463 km² i abasta nombrosos països de l'Europa central i oriental. El Danubi travessa Europa d'oest a est, i adquireix els següents noms pels països per on passa: Donau (a Alemanya i Àustria), Dunaj (a Eslovàquia), Duna (a Hongria), Dunav (a Croàcia), Дунав (Dúnav, a Sèrbia i Bulgària), Dunărea (a Romania) i Дунай (Dunai, a Ucraïna).
Històricament, el Danubi va ser una de les fronteres de l'Imperi Romà. Des de fa segles, és una important via fluvial; és navegable per a grans vaixells fins a la ciutat de Brãila (Romania) i per a vaixells més petits fins a Ulm (Alemanya) a 2.575 km de la mar. Travessa importants capitals com ara Viena, Bratislava, Budapest i Belgrad. A la seva desembocadura a la mar Negra forma el delta del Danubi entre Romania i Ucraïna, un paratge natural que és considerat Patrimoni de la Humanitat per la UNESCO.

## Geografia

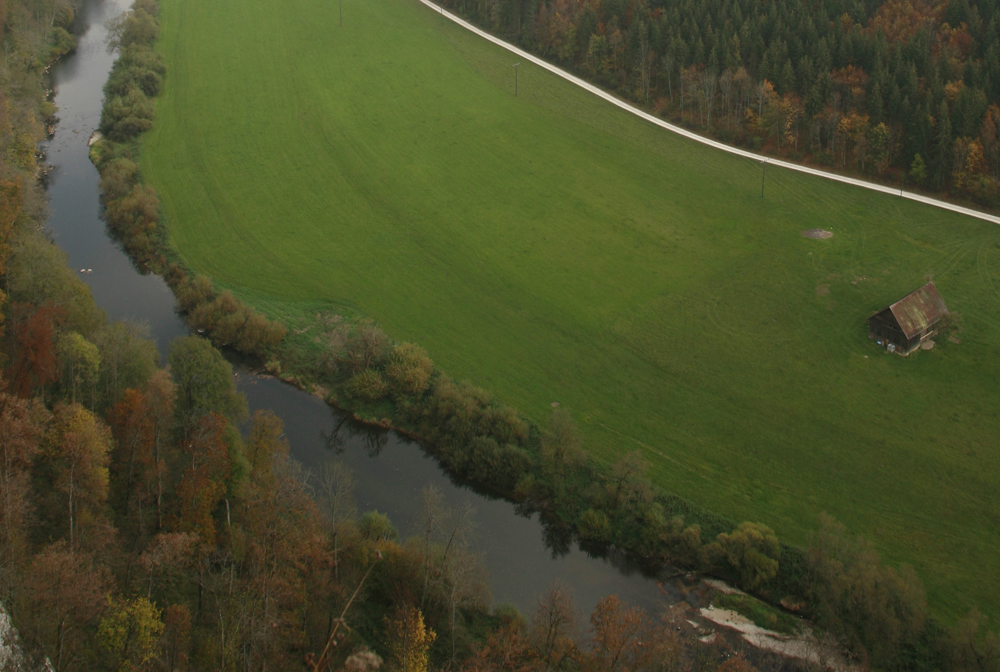
L'alt Danubi prop de Donaueschingen (Alemanya)

### Conca hidrogràfica
El Danubi és l'únic dels grans rius d'Europa que va cap a l'est, recorrent 2.852 km fins a finalitzar el seu curs a la mar Negra, formant el delta del Danubi (4.300 km²) a Romania i Ucraïna. De manera curiosa, aquest riu es mesura a partir de la seva desembocadura (i no a partir de la font com és habitual), i n'és el punt inicial el far de Sulina.
És navegable per vaixells transoceànics fins a Braila (Romania) i per embarcacions fluvials fins a Ulm (Alemanya), a una distància d'uns 2.575 km; aproximadament, 60 dels seus 300 afluents són navegables. Els més importants són els rius Lech, Isar, Inn, Morava, Váh, Raab (Rába), Drava, Tisza, Sava, Siret i Prut. Hi ha canals que uneixen el Danubi amb els rius Main, Rin i Oder i un altre canal surt del Danubi per desembocar directament en el mar Negre al port de Constanța, abans d'arribar al delta.
El seu cabal és considerable (6.500 m³/s), com correspon a un riu amb una conca extensa. El Danubi ha causat inundacions desastroses en gairebé tots els països que travessa, especialment a Romania. La seva amplada és variable, com correspon a un riu que travessa diverses zones diferenciades pel que fa al relleu: Baviera, Àustria, plana hongaresa, congost de les portes de Ferro, Valàquia (plana meridional de Romania).
La seva amplada abans de dividir el delta és de gairebé 800 metres, dividint-se en tres braços (Braţul) principals: Braţul Chili, el més cabalós, al nord, amb 865 m d'amplada en la seva desembocadura, situat entre Romania al sud i Ucraïna al nord; Sulina al centre (canalitzat, amb 177 metres d'ample en la seva desembocadura) i Braţul Sfântul Gheorghe al sud, amb 465 metres d'amplada. El delta del Danubi és una zona molt important des del punt de vista ecològic, ja que constitueix un extens aiguamoll utilitzat per moltes aus migratòries des de finals de la primavera fins a començaments de la tardor. El delta del Danubi va ser declarat per la UNESCO com a Reserva de la Biosfera l'any 1990.

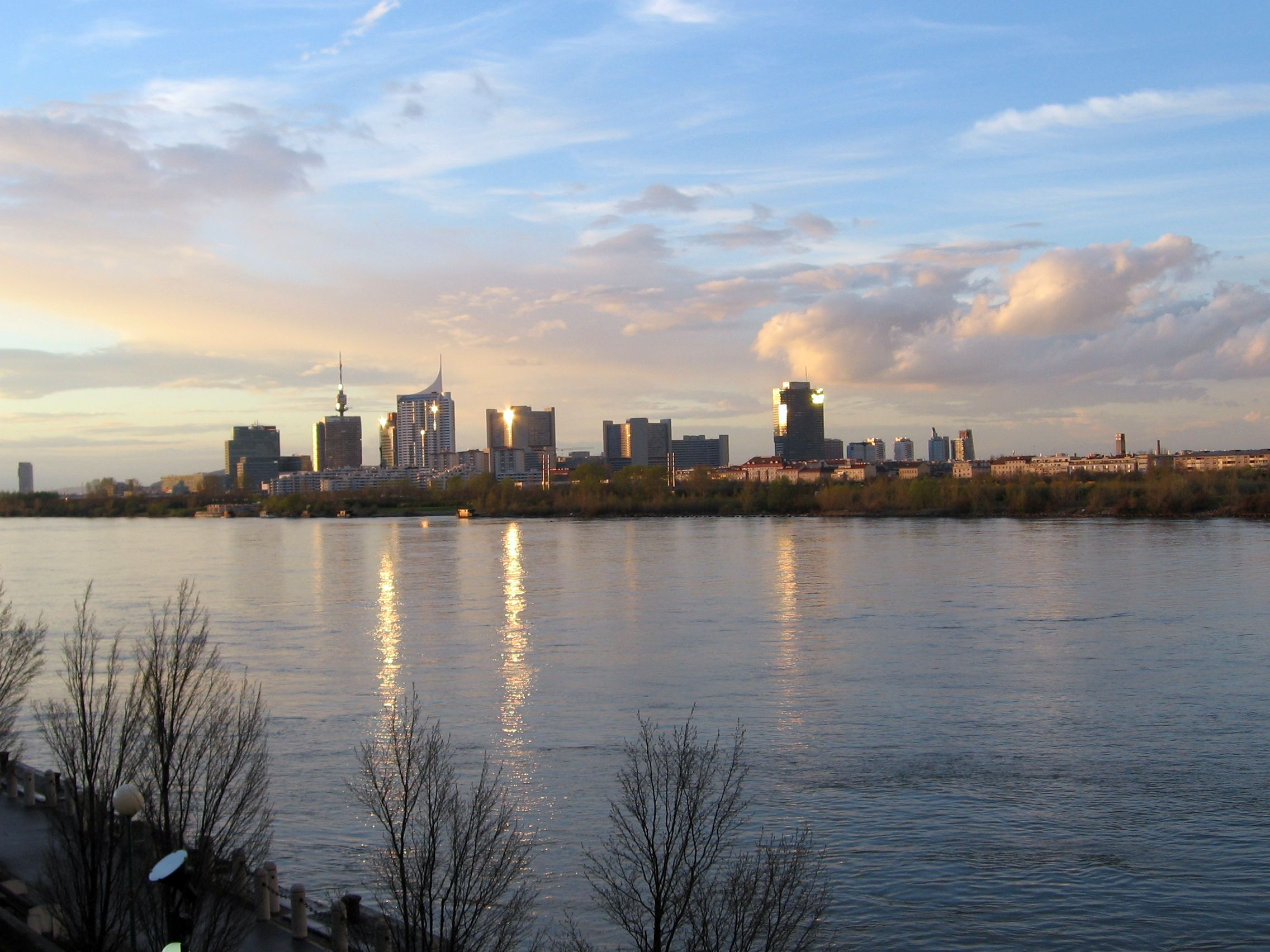
Canal principal del Danubi a Viena, al fons Donau City

El Danubi passa per ciutats importants com:
- Ulm, Ingolstadt i Ratisbona a Alemanya;
- Linz i Viena a Àustria;
- Bratislava a Eslovàquia;
- Budapest, on el famós pont de les Cadenes travessa el riu unint Buda i Pest, a Hongria;
- Vukovar a Croàcia;
- Novi Sad i Belgrad a Sèrbia:
- Galati a Romania.

És una via molt important per a l'Europa central i oriental, encara que el seu trànsit és, en el context europeu, d'una menor importància relativa en comparació a la del Rin. Això es deu a la menor densitat de població de la conca, a la seva menor industrialització, i sobretot, a l'heterogeneïtat social, econòmica, cultural, política i lingüística dels països que travessa. Tanmateix, és probable que la integració europea serveixi per a enderrocar tots els obstacles creats per aquesta heterogeneïtat i faci augmentar considerablement la seva importància econòmica com a ruta natural. Per això, serà fonamental disminuir el problema de les inundacions de primavera amb obres de canalització, dragatge de la llera i drenatge de les zones inundables, així com l'establiment d'acords que facilitin la lliure comercialització de les matèries primeres més pesants i de menor valor específic per tona entre els diferents països danubians (minerals i materials de construcció, etc.).

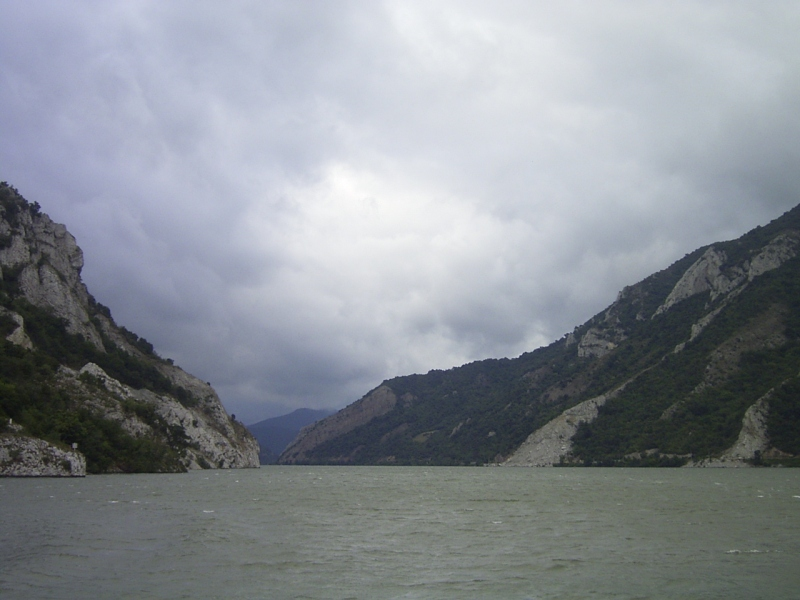
El Danubi a les portes de Ferro, a la frontera entre Romania i Sèrbia

L'agricultura dels països danubians és, en general, extensiva, basada en l'explotació de propietats mitjanes i grans, en gran part col·lectivitzacions a partir de la Segona Guerra Mundial, sobretot en els països socialistes sota la influència soviètica. Té molta importància el conreu de cereals (especialment blat i blat de moro), patates, remolatxa sucrera, raïm, així com la ramaderia, tant intensiva com extensiva, i l'agroindústria. És famós el vi tokay, i la paprika o pebre vermell com a condiment, ambdós productes d'Hongria, així com la cervesa a Baviera i la República Txeca. A Ucraïna i Romania, és molt important la pesca que es fa vora la desembocadura i en el riu mateix.
La indústria és l'activitat econòmica més important en gairebé tots els països danubians. Les matèries primeres per a aquesta indústria utilitzen el Danubi com a via de transport principal (100 milions de tones anuals el 1989, abans del conflicte serbio-bosnià). Entre les principals branques de la producció industrial, es poden esmentar les relacionades amb material de transport: automòbils Audi a Ingolstadt i BMW (Bayrischer Motors Werke) a Múnic (Baviera, Alemanya); Skoda, del Grup Volkswagen, a la República Txeca; Ikarus (camions i autobusos, amb llicència de la Volvo de Suècia) a Hongria; Sava i Yugo a Iugoslàvia, Dacia a Romania (amb llicència Renault) i altres empreses, així com la indústria ferroviària (construcció de vagons i locomotores, etc.). La indústria pesant (indústria química i siderúrgica en tots els països danubians; petroliera i petroquímica a Romania), així com la producció de maquinària de precisió a Alemanya i Àustria, també són molt importants.
El comerç mai no va ser tan actiu com en l'Europa occidental. Aquest fet es va deure a l'heterogeneïtat cultural, socioeconòmica i política dels països danubians. El renaixement del comerç serà molt més factible amb la recent ampliació de la Comunitat Europea.
|            | Corrent en quilòmetres | Vora dreta | Vora dreta | Ambdues vores | Ambdues vores | Vora esquerra | Vora esquerra |
| País       | Corrent en quilòmetres | km         | %          | km            | %             | km            | %             |
| Alemanya   | 687,00                 | 658,6      | 23         | 658,6         | 36            | 687,0         | 24            |
| Àustria    | 357,50                 | 357,5      | 12         | 321,5         | 18            | 321,5         | 11            |
| Eslovàquia | 172,06                 | 22,5       | 1          | 22,5          | 1             | 172,1         | 6             |
| Hongria    | 417,20                 | 417,2      | 14         | 275,2         | 15            | 275,2         | 10            |
| Croàcia    | 137,50                 | 137,5      | 5          | 0,0           | 0             | 0,0           | 0             |
| Sèrbia     | 587,35                 | 449,9      | 16         | 220,5         | 12            | 358,0         | 12            |
| Romania    | 1075,00                | 374,1      | 13         | 319,6         | 18            | 1020,5        | 35            |
| Bulgària   | 471,55                 | 471,6      | 16         | 0,0           | 0             | 0,0           | 0             |
| Moldàvia   | 0,57                   | 0,0        | 0          | 0,0           | 0             | 0,6           | 0             |
| Ucraïna    | 53,94                  | 0,0        | 0          | 0,0           | 0             | 53,9          | 2             |

### Afluents
Els afluents del Danubi provenen principalment dels Alps i, per tant, els més importants arriben per la riba dreta. Molts dels afluents són rius molt importants: aproximadament uns 60 són navegables. Els més importants des del seu naixement fins a la desembocadura són:
| - Iller (desemboca a Ulm) - Lech - Naab (desemboca a Regensburg) - Regen (desemboca a Regensburg) - Isar - Inn (desemboca a Passau) - Enns - Morava (desemboca prop de Devínsky hrad) - Leitha - Váh (desemboca a Komárno) - Hron - Ipel - Sió - Dráva - Vuka | - Tisza - Sava (desemboca a Belgrad) - Timiş - Gran Morava - Caraş - Jiu - Iskar - Olt - Vedea - Argeş - Ialomiţa - Siret - Prut |

### El delta del Danubi
El delta del Danubi és Patrimoni de la Humanitat des del 1991. Els seus aiguamolls acullen bona part d'aus migratòries, incloent-hi el corb marí pigmeu (Phalacrocorax pygmaeus), en perill d'extinció. La canalització fluvial i els projectes de drenatge poden posar en perill el delta.

## Història
La conca del Danubi és una regió molt àmplia, la seva peculiaritat es va iniciar des de temps molt remots de la prehistòria.
La seva gran importància estratègica es deu al fet que, en formar la major part de l'Europa central, sempre va servir de sortida natural entre l'Europa del Nord, l'Europa de l'Est, l'Europa occidental i l'Europa mediterrània o del sud. Però el mateix fet d'estar en el centre, va fer de la conca danubiana una terra d'invasions, de coexistència (no sempre pacífica) de nombrosos grups humans, cultures i pobles diferents, de superposició o juxtaposició de sistemes polítics diferents, i del desenvolupament de diversos modes de vida.
Aquesta heterogeneïtat va donar origen que el francès Jean Gottmann, professor de geografia d'Europa en la Universitat d'Oxford, identifiqués el capítol dedicat a l'Europa central com The Tidal Lands of Europe ('les terres de marea d'Europa').
En qualsevol cas, és indubtable que nombroses onades de pobles tant nòmades com sedentaris, així com les campanyes de molts exèrcits, des dels més petits de caràcter feudal fins als imperials; les invasions, guerres i batalles; el sorgiment de països petits i grans; la integració de diversos estats diferents i el seu desmembrament posterior, juntament amb molts altres processos turbulents de la història, han estat molt freqüents, al llarg i ample de la conca del Danubi.
Per donar un exemple d'aquesta enorme diversitat o heterogeneïtat de la conca danubiana, que es deu principalment a la història turbulenta d'aquesta regió, es pot assenyalar l'existència de diversos grups lingüístics: magiars, eslaus, alemanys, llatins, turcs i d'altres de menor importància. Això sense comptar amb les llengües parlades per les tribus nòmades que van poblar la regió des de temps prehistòrics, com és el cas dels celtes i altres pobles indoeuropeus primitius.
Alguns topònims d'origen celta, com és el cas del riu Isar, poden servir per corroborar aquesta idea. Molts altres topònims són d'origen llatí, com Ratisbona (Regensburg), Pannònia o Romania. I la majoria són alemanys, eslaus o magiars (segons els països).
Encara que el riu Danubi va servir de límit natural per a definir el territori de l'Imperi Romà durant l'edat antiga (el Limes romà), no va poder evitar la interpenetració de grups diferents a banda i banda del riu: llatins d'origen romà al nord (romanesos) i eslaus al sud (iugoslaus significa 'eslaus del sud' en les llengües eslaves), encara que aquests últims ja es van establir al sud del Danubi a l'edat mitjana.
En aquest sentit, els visigots es van establir a la conca del Danubi i es van veure, al seu torn, pressionats pels huns. En altres ocasions, els mateixos grups d'origen germànic van travessar el Danubi per establir-se en zones fèrtils per tal de defensar-se de noves invasions: és el cas, per exemple, de Mèsia. També els magiars, d'origen asiàtic, es van establir a la plana de Pannònia (actual Hongria), en una regió natural formada per una conca sedimentària envoltada per relleus muntanyosos i creuada de nord a sud, òbviament, pel Danubi.
Encara que els conflictes bèl·lics no van parar a la conca del Danubi, es pot dir que, en quedar les terres danubianes en mans de l'Imperi Romà d'Orient, després de la divisió de l'Imperi Romà al segle iv, la situació es va estabilitzar durant tota l'edat mitjana. Com a conseqüència d'aquest fet, la influència de la cultura romana d'Orient (alfabet grec, arquitectura, religió, etc.) es va estendre per tot el Danubi i l'Europa oriental (Ucraïna, Moldàvia, Rússia, etc.) durant tota l'edat mitjana: encara avui es poden trobar manifestacions de l'arquitectura romana d'Orient en tots els països de l'Europa danubiana, a més dels altres països de l'Europa oriental.
Per descomptat, va ser per un comerç molt actiu com es van anar estenent moltes de les manifestacions culturals de l'Imperi Romà d'Orient. El final de l'Imperi Romà d'Orient el 1453, marcat per la presa de Constantinoble pels turcs, marca també la fi de l'edat mitjana i el començament d'una eterna lluita que ha continuat fins avui en dia, entre els grups predominants en el Danubi. Una d'aquestes lluites, on l'escenari va estar en gran part a la conca superior i mitjana del Danubi, va ser la Guerra dels Trenta Anys (1618-1648), que es podria considerar, per la gran extensió del conflicte, com la primera gran guerra europea.

## Turisme
L'Orient Express entre París i Istambul feia un llarg recorregut pels països danubians, passant per Viena, Budapest i moltes altres ciutats. Va deixar de funcionar en el 2001, quan es va reduir el seu recorregut fins a Viena. En aquest tren de llarg recorregut es desenvolupa la trama del llibre Assassinat a l'Orient Express, d'Agatha Christie.
Existeix una ruta cicloturista pel Danubi que, aprofitant una antiga calçada romana, facilita recórrer 2857 quilòmetres del riu en bicicleta.

## Música

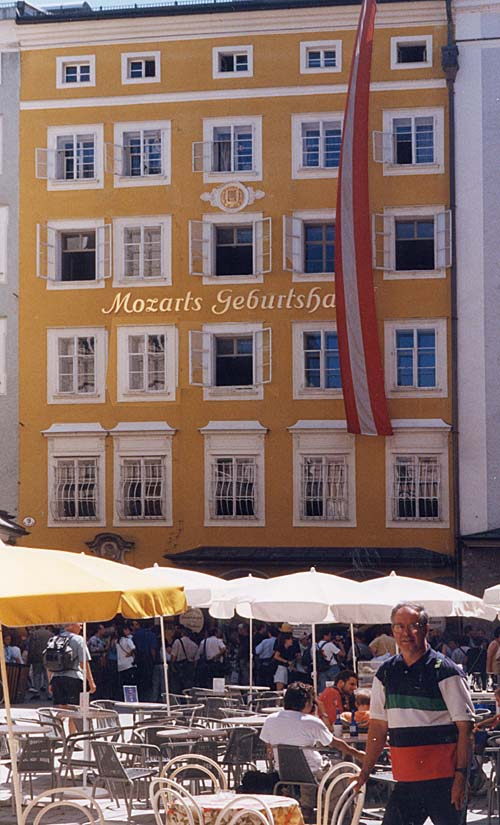
Casa natal de Mozart, al carrer Getreidegasse núm. 9, Salzburg

La conca del Danubi no té un estil musical propi (com succeeix en la conca del Volga, per exemple), donada la gran heterogeneïtat cultural del territori. La música i la dansa folklòrica, per tant, són molt variades. Àustria és la pàtria del vals i la seva versió vienesa és la més àmpliament coneguda i difosa en tot el món. També ho és del yodel, un tipus de cançons tiroleses en què els cantants, generalment pastors de les muntanyes alpines, emeten ràpidament sons molt canviants de to, una espècie de vibracions ràpides de la gola; la producció es facilita per un defecte tradicional de la població alpina causat per la falta de iode, el goll endèmic. A Hongria, les czardes són composicions musicals per a la dansa, amb un ritme molt viu.
Malgrat el que s'ha assenyalat, cal delimitar que el folklore (música i dansa populars) és alguna cosa molt més universal que moltes altres manifestacions culturals. És per això que existeixen influències mútues molt poderoses entre la música i els balls populars eslaus, hongaresos, germànics i romanesos, i les semblances es donen, indubtablement, amb la proximitat geogràfica. Així, molts compositors alemanys, eslaus, o d'altres nacionalitats de països aliens als països danubians han fet incursions en la música popular hongaresa (per citar un exemple) i viceversa. En aquest sentit, són famoses les danses hongareses (Brahms) i les czardes de l'italià Vittorio Monti.
Entre els principals compositors nascuts a la conca del Danubi es pot citar Johann Pachelbel i Richard Strauss (alemanys), Johann Strauss (fill), Franz Schubert i Wolfgang Amadeus Mozart (austríacs), Franz Liszt, Béla Bartók i Mark Rózsavölgyi (hongaresos), entre d'altres.

## Cinema
Tampoc hi ha un cinema danubià, sinó pel·lícules que es desenvolupen en els països danubians i que poques vegades transcendeixen les fronteres, llevat d'excepcions, gairebé sempre amb pel·lícules nord-americanes ambientades en el Danubi, que sempre van tenir una dimensió més universal. A continuació, es presenta una petita llista de pel·lícules ambientades en els països danubians:

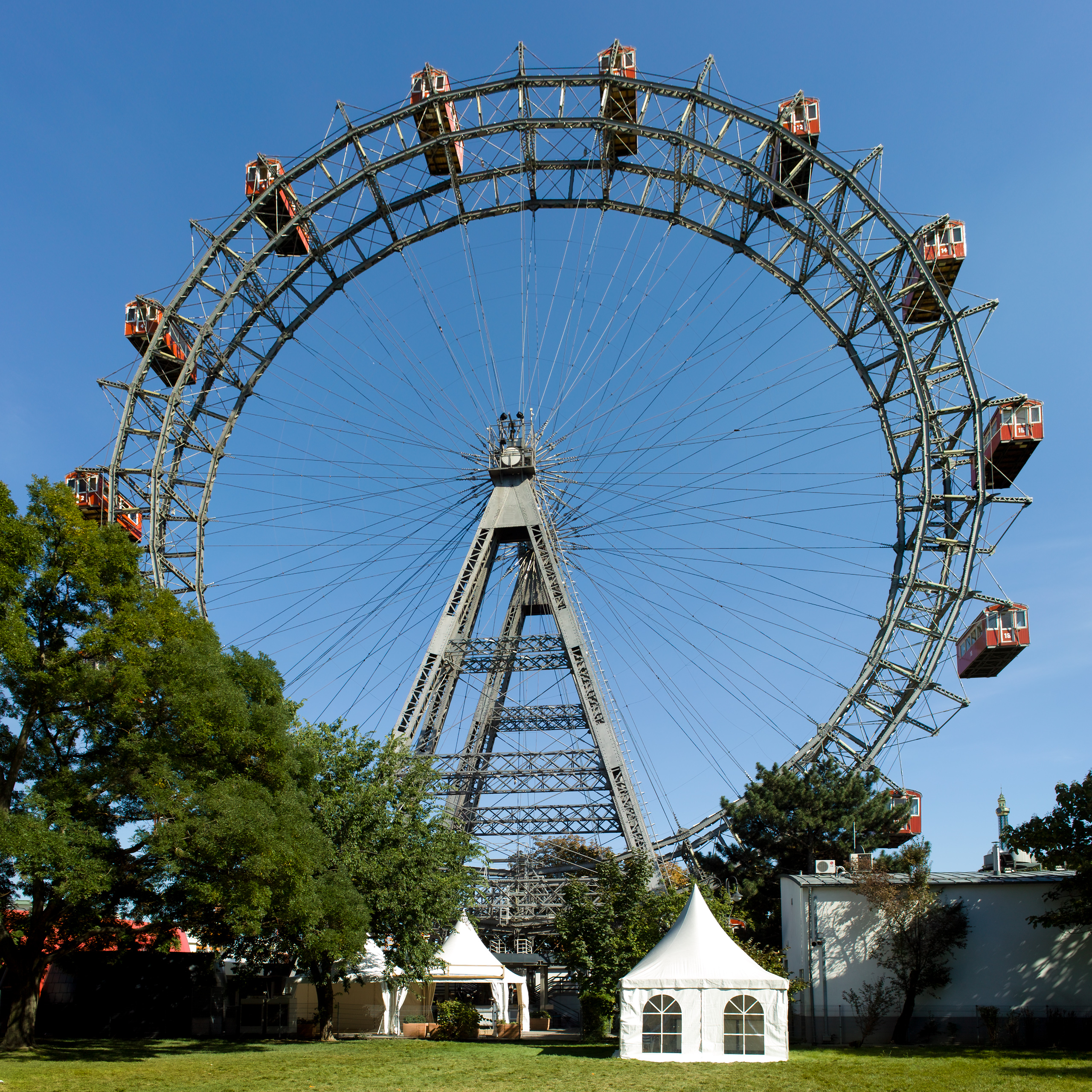
La gran roda giratòria del parc Prater a Viena, on es va filmar una escena de la pel·lícula El tercer home

- El tercer home, pel·lícula dirigida per Carol Reed el 1949 i interpretada per Orson Welles, Joseph Cotten i Alida Valli; es desenvolupa a la Viena de la postguerra. Va obtenir un Oscar a la millor fotografia i són famoses les escenes a la roda del Prater (carrusel gegant que sempre va ser una mena de símbol vienès) i en la colossal xarxa de drenatges de la ciutat. El tema musical per cítara compost i interpretat per Anton Karas, és una de les peces musicals més conegudes del cinema de tots els temps.
- En una petita carpa, un gran amor, pel·lícula alemanya dirigida a un públic juvenil que es desenvolupa en els magnífics paisatges de la conca alta del Danubi, a Baviera, i l'argument gira al voltant d'un viatge que realitza un jove en una canoa pels rius de Baviera i que acaba fent-ho en companyia d'una amiga, compartint amb ella la seva tenda de campanya. Els magnífics paisatges del sud d'Alemanya i la història romàntica de la trama constitueixen els aspectes centrals de la pel·lícula.
- Piroschka, pel·lícula alemanya que es desenvolupa a l'Hongria de 1925; el paisatge gairebé es converteix en el protagonista de la història pels viatges amb tren que realitza Andreas, un estudiant alemany, per veure la seva núvia (Greta), que viu en un poble de la plana hongaresa. Piroschka, la protagonista, és la filla de 17 anys del director de l'estació de ferrocarril en un poble de la Puszta (Hódmezövásárhelykutasipuszta) al sud de Budapest, a qui Andreas arriba a conèixer en un viatge. El nom complet de la pel·lícula és Ich denke oft an Piroschka (Jo penso molt en Piroschka). Dirigida per Kurt Hoffmann el 1955, sobre una obra d'Hugo Hartung i amb música de Franz Groth; està interpretada per Liselotte Pulver (Piroschka), Gunnar Möller (Andreas) i Wera Frydtberg (Greta). Una pel·lícula romàntica, bucòlica, alegre i amb final feliç.
- La sèrie de pel·lícules sobre l'emperadriu Sissi, amb Romy Schneider, ambientades a Hongria i Àustria, a l'entorn del sorgiment de la monarquia dual de l'Imperi Austrohongarès.
- The Sound of Music (traduït com Somriures i llàgrimes o La novícia rebel) va ser el musical de Hollywood que es va guanyar l'Oscar a la millor pel·lícula el 1965. Estava dirigida per Robert Wise, que també va guanyar un Oscar com a millor director en aquesta pel·lícula. Interpretada per Julie Andrews, Christopher Plummer i Eleanor Parker, narra una història presa de la realitat ambientada a Àustria durant l'Anschluss o annexió del país per l'Alemanya nazi.
- L'hora 25 (La vingt-Cinquième heure), pel·lícula de l'any 1967 del director Henri Verneuil (nascut a Rodostó, Turquia), està basada en una novel·la del romanès C. Virgil Gheorghiu, amb Anthony Quinn, Virna Lisi, Michael Redgrave i Alexander Knox, ambientada a Romania durant la Segona Guerra mundial, ens mostra una visió molt interessant dels conflictes dels països danubians, agreujats per l'avanç de les tropes de l'Alemanya nazi en ocupar tots aquests països. És una pel·lícula excel·lent de la qual gairebé no es fa gairebé cap referència actualment, malgrat que encara tenen vigència molts dels seus plantejaments (la desconfiança i antipatia dels alemanys als hongaresos, d'aquests als romanesos, dels romanesos als russos, dels cristians ortodoxos als jueus i viceversa, etc.). I és precisament aquest fet el que explica aquesta espècie d'oblit intencionat: en una època en què es mira cap endavant, cap a la integració dels països danubians en el marc europeu, refrescar la memòria del que s'expressa en la pel·lícula resulta gairebé contraproduent. En resum, aquesta pel·lícula resumeix molt bé la complexitat cultural i política dels països de la conca del Danubi.
- Princesse Marie és una pel·lícula francesa de l'any 2004, dirigida per Benoît Jacquot i interpretada per Catherine Deneuve en el paper de la princesa Maria Bonaparte, neboda o besneta de Napoleó I, i de Heinz Bennent, en el paper de Sigmund Freud. Narra la relació de la princesa amb Sigmund Freud, a qui ella va ajudar a escapar amb la seva família de la persecució nazi el 1938 a Viena.
- Gat negre, gat blanc dirigida per Emir Kusturica, tracta sobre la vida d'un grup de gitanos que fan negocis i viuen a la vora del Danubi.
- Underground, dirigida per Emir Kusturica; encara que la pel·lícula mai se centra en el Danubi, diverses seqüències importants transcorren dins o en les ribes del Danubi, fent èmfasi en la importància del riu en la cultura iugoslava. També es pot escoltar els actors entonant una cançó referent al Danubi, així com diferents diàlegs on s'esmenta.

## Curiositats

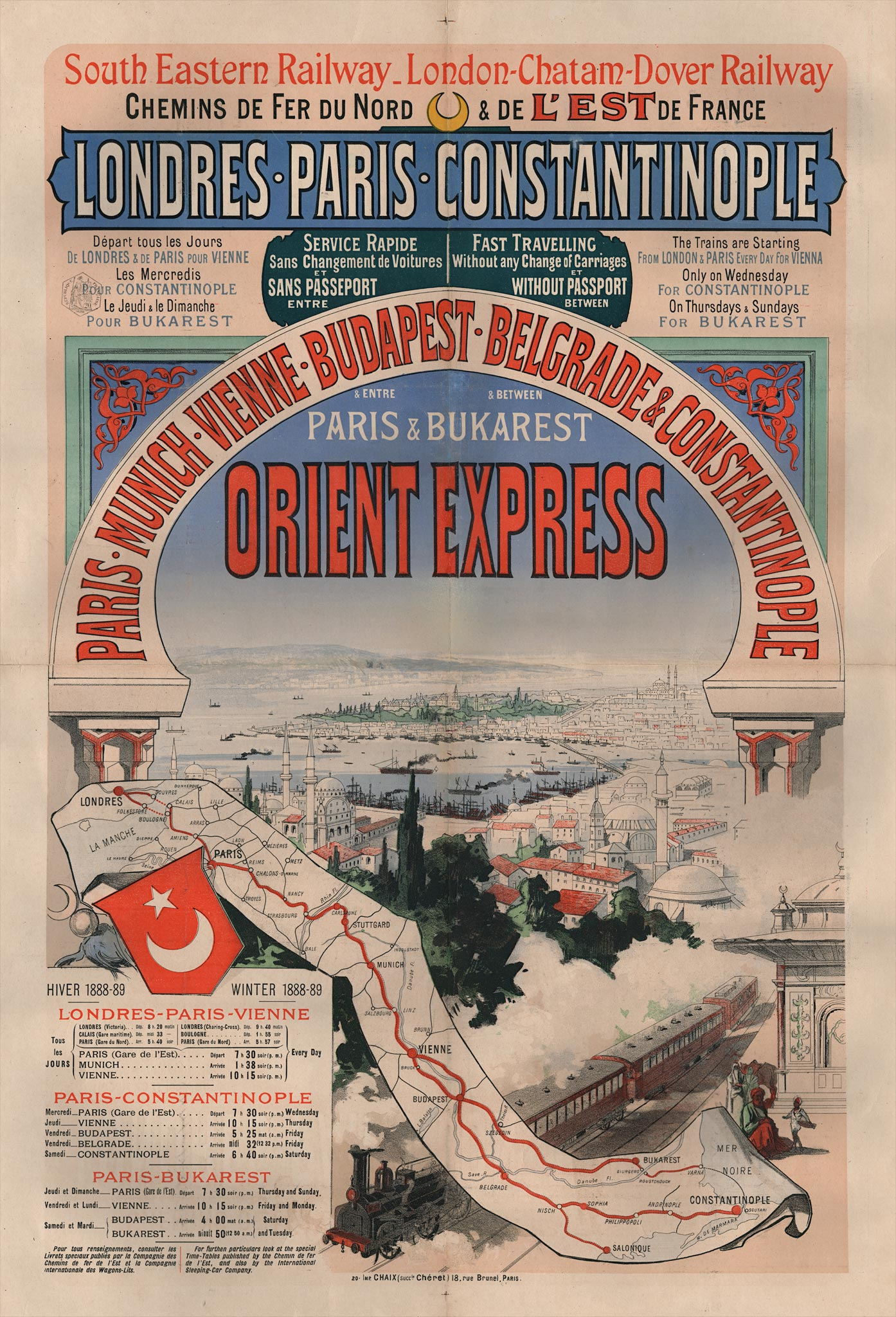
Cartell de propaganda de l'Exprés de l'Orient, mostrant el recorregut que, entre Múnic i Bucarest, transcorre al costat del riu Danubi

- Al bell Danubi blau és potser el vals més conegut entre les composicions de Johann Strauss (fill) i ha estat una peça musical àmpliament utilitzada en nombroses pel·lícules, de les quals es poden destacar la dirigida per Stanley Kubrick, 2001: una odissea de l'espai (pel·lícula que també utilitza l'obra de Richard Strauss Així parlà Zaratustra en la seva escena inicial), una pel·lícula de dibuixos animats de 1942 de l'ànec Lucas (A Corny Concerto), una pel·lícula japonesa de l'any 2000 (Batalla reial), en un capítol del programa de TV Els Simpsons, en Els tres mosqueters (Mickey, Donald, Tribilín o Goofy) de Walt Disney (2004), entre d'altres.
- L'Exprés de l'Orient feia un llarg recorregut pels països danubians, des de París fins a Istanbul, passant per Viena, Budapest i moltes altres ciutats. Va deixar de funcionar el 2001, quan es va reduir el seu recorregut fins a Viena. En aquest tren de llarg recorregut, es desenvolupa la trama del llibre Assassinat a l'Exprés de l'Orient, d'Agatha Christie.
- La guerra a Bòsnia va originar el bloqueig del trànsit fluvial pel Danubi, quan l'OTAN va destruir tres ponts a Sèrbia. El restabliment d'aquest trànsit es va aconseguir completament el 2005.
- El congrés de Viena del 1815 va significar també el primer congrés gastronòmic mundial, a causa del fet que totes les comissions dels països vencedors en les guerres napoleòniques es van portar els seus propis cuiners i intercanviaren moltes de les receptes procedents dels seus països respectius. Així doncs, els noms de Talleyrand, Strogonoff, Wellington o Chateaubriand van passar a formar part de plats famosos de la cuina internacional, encara que, en aquest darrer cas (el filet a la Chateaubriand), el plat es va difondre uns anys després del congrés de Viena, al qual Chateaubriand no va assistir.
- Tot i que el nom de croissant és francès, el seu origen és vienès i procedeix de la victòria de 1683 contra els turcs que van intentar prendre la ciutat de Viena sense aconseguir-ho, sortint derrotats al final. Els pastissers vienesos van idear un pastís en forma de mitja lluna (creixent, en francès croissant) per a celebrar la victòria sobre els turcs, que tenen el creixent en la bandera. I els francesos van adoptar aquesta mena de panet típic per a l'esmorzar.
- La ciutat d'Ulm, a Baden-Württemberg, té l'església més alta del món: té un sol campanar, la torre assoleix 161 m d'alçada, 4 més que la catedral de Colònia, la qual disposa de dues torres bessones de 157 m, amb un estil gòtic molt similar al de l'Ulm.
- El gulasch és un plat típic hongarès molt conegut en tot el món.
- Dràcula és la novel·la cimera de Bram Stoker, autor irlandès, que situa la trama en la regió muntanyosa de Transsilvània, a Romania.
- Mark Rózsavölgyi, compositor i violinista d'origen jueu, nascut a Balassagyarmat (Hongria) el 1848, és conegut com el pare de les czardas (o csárdás), composicions folklòriques ballables de ritme molt ràpid, que són identificades com balls gitanos, cíngols o més aviat hongaresos en sentit estricte. No obstant això, les czardes més famoses són les que va compondre el violinista italià Vittorio Monti (nascut a Nàpols el 1868).